# Gotas de Flügge

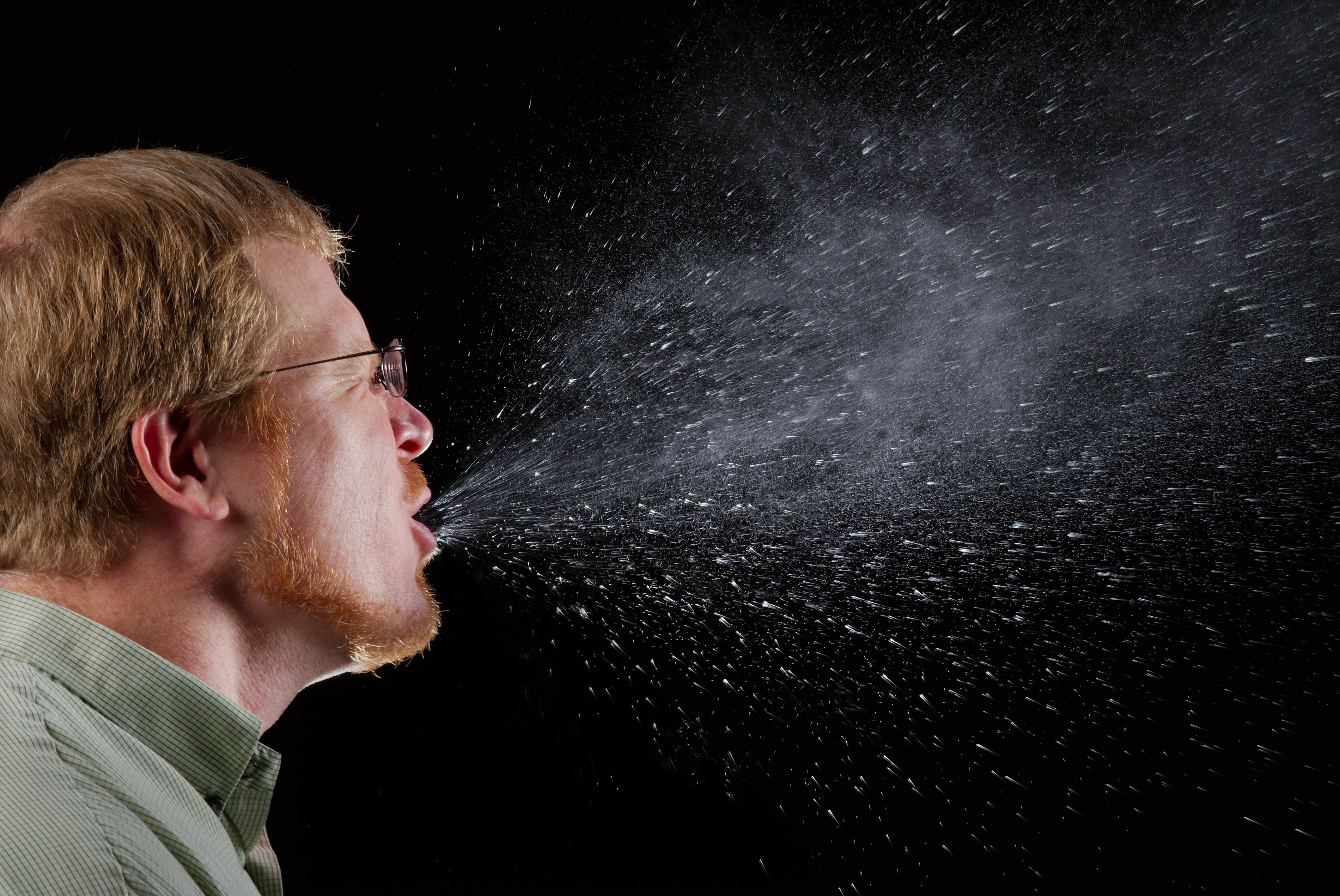
Algunas enfermedades infecciosas pueden transmitirse a través de gotas de Flügge expulsadas de la boca y la nariz.

Las microgotas o gotas de Flügge son pequeñas gotas de secreciones (principalmente saliva y moco) que se expulsan de forma inadvertida por la boca y la nariz al hablar (incluso en voz baja), estornudar, toser o espirar. Su existencia e importancia fue demostrada en la década de 1890 por el bacteriólogo e higienista alemán Karl Flügge, de quien toman el nombre. Estas gotas pueden transportar diversos agentes patógenos, tales como virus y bacterias. Una sola gota puede poseer varias unidades activas del agente patógeno, siendo posible que una sola inicie una infección, por ejemplo la tuberculosis. Son el mecanismo de transmisión fundamental en el sarampión, la rubéola, la varicela, la lepra, el moquillo canino, la influenza equina, la parotiditis, la gripe, entre muchas otras enfermedades que afectan a diversas especies.

## Formación y transporte

Se observan la formación de gotas de Flügge cuando un hablante dice la primera sílaba de "Pa" como se forman los filamentos de saliva estirándose y rompiéndose en pequeñas gotas

Las gotas de Flügge son el resultado del fraccionamiento o atomización de la saliva y mucosidad en la cavidad oral debido al cizallamiento de la respiración y se pueden producir de muchas maneras. Naturalmente, como resultado de respirar, hablar, estornudar, toser o cantar. También se pueden generar artificialmente en un entorno de atención médica a través de procedimientos que generan aerosoles, como intubación, reanimación cardiopulmonar (RCP), broncoscopia, cirugía y autopsia. Se pueden formar gotitas similares a través de vómitos, inodoros, limpieza de superficies húmedas, ducharse, usar agua del grifo o rociar aguas grises con fines agrícolas.
Dependiendo del método de formación, también pueden contener sales, células y partículas virales. Cuando se producen naturalmente, pueden provenir de diferentes niveles del tracto respiratorio, lo que afecta su contenido. También puede haber diferencias entre individuos sanos y enfermos en su contenido de moco, cantidad y viscosidad, que pueden afectar la formación de gotas.
Los diferentes métodos de formación crean gotas de diferente tamaño y velocidad inicial, que afectan su transporte y destino en el aire. Al inhalar, las partículas de más de 10 μm tienden a quedar atrapadas en la nariz y la garganta, en lugar de penetrar en el pulmón. Si no se inhalan inmediatamente, las gotas de menos de 100 μm tienden a secarse por completo antes de depositarse en una superficie. Una vez secos, se convierten en núcleos de gotas sólidos que consisten en la materia no volátil contenida inicialmente en la gota. Las gotas de Flügge también pueden interactuar con otras partículas de origen no biológico en el aire, las cuales son más numerosas que ellas.

## Rol en la transmisión de enfermedades
Una forma común de transmisión de enfermedades es por medio de las microgotas de Flügge, que son la ruta habitual para las infecciones respiratorias. La transmisión puede ocurrir cuando las gotas alcanzan superficies mucosas susceptibles, como los ojos, la nariz o la boca. Esto también puede suceder indirectamente a través del contacto con superficies contaminadas, cuando las manos tocan la cara. Las gotas de Flügge son relativamente grandes, no se sustentan en el aire, como los aerosoles, y generalmente se dispersan en distancias cortas.
Algunos de los agentes virales que se transmiten a partir de las gotitas son el virus de la influenza, los rinovirus, el virus sincitial respiratorio, los enterovirus, los norovirus, los morbillivirus y otros paramyxovirus, y los coronavirus como el SARS-CoV, causante del SARS y el virus SARS-CoV-2, causante de la COVID-19, entre otros. Los agentes de infección bacteriana y fúngica también pueden transmitirse por gotas de Flügge.
Por otra parte, un número limitado de enfermedades se puede propagar a través de transmisión aérea después de que la gota de Flügge se seca. La temperatura ambiente y la humedad afectan su capacidad de supervivencia, porque a medida que la gota se evapora y se vuelve más pequeña, proporciona menos protección para los agentes infecciosos que puede contener. En general, los virus con una envoltura lipídica son más estables en aire seco, mientras que aquellos sin envoltura son más estables en aire húmedo. Los virus también son generalmente más estables a bajas temperaturas del aire.

### Control de riesgos
En un entorno de atención médica, las precauciones contra las gotas incluyen el alojamiento del paciente en una habitación individual, la limitación de su transporte fuera de la habitación y el uso adecuado del equipo de protección personal. Las precauciones contra las gotas son una de las tres categorías de precauciones basadas en la transmisión que se utilizan, además de las precauciones estándar basadas en el tipo de infección que tiene un paciente; las otras dos son precauciones de contacto y precauciones en el aire. Sin embargo, los procedimientos de generación de aerosoles pueden producir gotas más pequeñas que viajan más lejos, por lo que las precauciones contra las gotas pueden ser insuficientes cuando se realizan dichos procedimientos.
En general, se pueden usar tasas de ventilación más altas como control de riesgos para diluir y eliminar partículas respiratorias. Sin embargo, si el aire no filtrado o insuficientemente filtrado se expulsa a otra ubicación, puede provocar la propagación de una infección.
Se pueden usar máscaras quirúrgicas para prevenir la transmisión de gotas, tanto para pacientes infectados como para el personal de atención médica. Se ha observado que durante el brote de SARS entre 2002 y 2004, el uso de máscaras quirúrgicas y respiradores N95 tendió a disminuir las infecciones de los trabajadores de la salud. Si bien las máscaras quirúrgicas crean una barrera física entre la boca y la nariz del usuario y los contaminantes potenciales, como salpicaduras y gotas respiratorias, no están diseñadas para filtrar o bloquear partículas muy pequeñas, como las que transmiten enfermedades transmitidas por el aire, debido a un ajuste holgado entre la mascarilla y la cara.